# Claudia Amura
Claudia Noemí Amura (Ciudad Autónoma de Buenos Aires, 26 de agosto de 1970) es una Gran Maestro Femenino de ajedrez y política argentina. Reside en la provincia de San Luis, donde desarrolló con el apoyo del gobierno local el Programa de Ajedrez Escolar (AEI) con un impacto social en más de 200 000 personas en dieciséis años de trabajo. En 1990 y 2000 recibió el Premio Konex - Diploma al Mérito como una de los 5 mejores ajedrecistas de la década en Argentina. En los últimos años, incursionó en la política al participar en las elecciones PASO 2011 como candidata a concejal por la Villa de Merlo y en 2013 candidata a diputada provincial por el departamento Junín. En 2016 fue convocada por el gobernador de la provincia, Alberto Rodríguez Saá, a ocupar el cargo de Secretaria de Estado de Deportes, en el cual permaneció entre el 15 de diciembre de 2015 y el 1 de junio de 2016.

## Inicios
A los siete años aprendió a jugar ajedrez mirando. Con ocho años jugó su primer torneo, aunque uno de los organizadores la quería echar al pensar que se trataba solo de una niña que "usurpaba" el lugar a un verdadero jugador de ajedrez. A los trece años ganó su primer torneo nacional. Participaron treinta y dos personas de las cuales solo dos eran de mujeres.[cita requerida]

## Logros
Fue la primera mujer ajedrecista iberomericana en obtener un título de gran maestra femenina. Se ubicó primera en el ranking de América durante 10 años y es reconocida como la mejor ajedrecista iberoamericana de la historia al ocupar el puesto doce del mundo en 1991. Ganó una medalla de oro en el mundial femenino sub-20 de partidas rápidas realizado en Australia 1988 y fue medalla de bronce en el Mundial sub-20 femenino realizado en Chile 1990. En el mismo año obtuvo la medalla de plata en las Olimpíadas de Novi Saad en el primer tablero del equipo argentino.

## Resultados destacados en competición
Fue cinco veces ganadora del Campeonato de Argentina de ajedrez femenino, en 1985, 1987, 1988, 1989 y 2014.
Participó representando a Argentina en nueve  Olimpíadas de ajedrez en 1988, 1990, 1992, 1994, 1998, 2008, 2010 y 2014. 2018 Alcanzando en 1990, en Novi Sad, la medalla de plata individual.
Ganadora de 2 medallas de Oro y 2 de Plata en los ODESUR  Juegos Suramericanos de 2022,  donde el ajedrez fue incluido por primera vez en la historia como deporte de exhibición. Una medalla de oro fue lograda en modalidad rápida ( 10+3) y otra en modalidad por equipos con el GM Federico Pérez Ponsa Federico Pérez Ponsa a un ritmo de Blitz 3+2. Las medallas de Plata fueron obtenidas en Modalidad Individual Blitz , y Por equipos en partidas rápidas.
Ganó el campeonato Panamericano de 1997 en Venezuela, ganó 7 sudamericanos en 1990, 1992, 1994, 1996, 1998, 1999 y el último en la Caja de los Trebejos en Potrero de los Funes, San Luis 2007. De los torneos internacionales femeninos obtuvo un Memorial Capablanca Femenino en 1990 en Cuba.
Entre hombres, se consagró en varios torneos de importancia: el abierto del Gran Prix ( Club Argentino de Ajedrez, Buenos Aires, 1990) el Metropolitano (Buenos Aires, 1992) y los abiertos internacionales Ciudad de Ponferrada (España) 2001 y Ciudad de Mendoza 2013.  Participó en tres finales de Campeonatos Argentinos de hombres, y numerosos magistrales, destacándose su triunfo en el Magistral Edith Soppe realizado en San Luis, Argentina en 2012 donde hizo su tercera norma de Maestro Internacional. Enfrentó a varios excampeones del Mundo: Mihail Tal, Gari Kaspárov, Ruslán Ponomariov, Anatoli Kárpov, Susan Polgar, Xie Jun, Antoaneta Stefanova.

## Periodismo
Ha colaborado como columnista de ajedrez en los periódicos argentinos La Nación, Página/12 y El Liberal.

## Juego
[Event "Villarrobledo"]
[Site "?"]
[Date "2002.??.??"]
[Round "?"]
[White "Canizares Cuadra, Pedro"]
[Black "Claudia Amura"]
[Result "0-1"]
[ECO "A08"]
1. e4 c5 2. Nf3 Nc6 3. d3 e6 4. Nbd2 d5 5. g3 Nf6 6. Bg2 Be7 7. O-O O-O 8. Re1
b5 9. e5 Nd7 10. Nf1 b4 11. h4 a5 12. a3 Ba6 13. Bf4 c4 14. d4 c3 15. b3 bxa3
16. Rxa3 Bxa3 0-1

## Vida privada
Está casada con el gran maestro internacional Gilberto Eduardo Hernández Guerrero.